# Рубас
Руба́с — село в Дербентском районе Республики Дагестан. Административный центр сельского поселения «Рубасский сельсовет».

## Географическое положение
Селение расположено на Приморской низменности, на левом берегу одноимённой реки Рубас. Находится в 20 км к юго-западуу от города Дербента. Вдоль восточной окраины села проходит федеральная автотрасса «Кавказ».

## История
Бывшее горско-еврейское село. В начале XX века было заселено переселенцами из Полтавской губернии.
В 1966 году в Рубас были переселены жители села Чулак Хивского района. В 1972 году в состав Рубаса было включено село Хошмензиль, с которым фактически слился.

## Население
| 1939 | 1970 | 1989  | 2002  | 2010  | 2021  |
| ---- | ---- | ----- | ----- | ----- | ----- |
| 120  | ↗971 | ↗1863 | ↗2461 | ↗3099 | ↘2921 |

Национальный состав
По результатам Всероссийской переписи населения 2021 года:
| Народ         | Численность, чел. | Доля от всего населения, % |
| ------------- | ----------------- | -------------------------- |
| табасараны    | 1451              | 49,67 %                    |
| азербайджанцы | 1218              | 41,70 %                    |
| лезгины       | 166               | 5,68 %                     |
| агулы         | 56                | 1,92 %                     |
| другие        | 30                | 1,03 %                     |
| всего         | 2921              | 100 %                      |

## Образование
- Рубасская средняя общеобразовательная школа

## Экономика
- Агрофирма «Путь Ленина», специализация — зерноводство.

## Здравоохранение
- Центральная сельская больница.

## Спорт и физическая культура
- Спорткомплекс
- Стадион

## Культура
- Дом культуры

## Памятники
- Павшим в годы Великой Отечественной войны